# Ceofilita
La ceofilita o zeofilita es un mineral de la clase de los minerales filosilicatos. Fue descubierta en 1902 en Velké Březno en la región de Ústí nad Labem (República Checa), siendo nombrada así del griego "ζέω" o zeo (hervir) y  "φύλλον" o phyllos (hoja), aludiendo a su aparición en formas hemisféricas foliadas e hinchazón por calentamiento. Sinónimos poco usados son: knollita, radiofilita o foshallasita.

## Características químicas
Es un silicato hidroxilado e hidratado de calcio con aniones adicionales de flúor, que cristaliza en el sistema cristalino trigonal. Además de los elementos de su fórmula, suele llevar como impurezas: aluminio, hierro, magnesio, sodio y potasio.

## Formación y yacimientos
Se encuentra en el interior de cavidades, como mineral secundario de rocas basaltos formado por alteración hidrotermal en la República Checa, también como mineral de estado tardío en vetas hidrotermales de baja temperatura cortando rocas introsuvas de tipo alcalino en Rusia, así como en xenolitos de mármol en rocas sienitas-nefelinas en un complejo de gabro con sienita en Canadá. Suele encontrarse asociado a otros minerales como: minerales zeolitas o la apofilita.